# Teren górniczy
Teren górniczy - przestrzeń objęta przewidywanymi szkodliwymi wpływami robót górniczych zakładu górniczego. Stanowi o tym art. 6 ust. 1 pkt 15 ustawy z dnia 9 VI 2011 r. - Prawo geologiczne i górnicze (Dz.U. z 2023 r. poz. 633). Jest to więc pojęcie legalne, zdefiniowane przepisami. Granice terenu wyznacza koncesja (decyzja koncesyjna) na prowadzenie działalności.
W terenie górniczym mogą występować tzw. szkody górnicze.
Bliźniaczym pojęciem jest obszar górniczy, w obrębie którego dozwolone jest prowadzenie działalności koncesjonowanej w zakresie eksploatacji, podziemnego bezzbiornikowego magazynowania substancji czy podziemnego składowania odpadów. 
W przypadku mniejszych kopalń odkrywkowych, które nie prowadzą eksploatacji z użyciem środków strzałowych, teren górniczy może pokrywać się z obszarem górniczym. Oznacza to, że zasięg wpływu robót górniczych nie będzie wykraczał poza przestrzeń, w której prowadzi się wydobycie (poza wyrobisko). W większych kopalniach, stosujących urabianie calizny z użyciem środków strzałowych, wpływ robót górniczych będzie najczęściej sięgał znacznie dalej poza granice obszaru górniczego, choćby z uwagi np. na emisję hałasu, pyłu czy fal sejsmicznych.